# جور ذا جود بوتشر
جور ذا جود بوتشر هو شرير خارق في مارفل كومكس ابتكره جايسون هارون. ظهرت الشخصية لأول مرة في يناير 2013.